# Andrew Fenn
Andrew Fenn (Birmingham, 1º luglio 1990) è un ex ciclista su strada e pistard britannico, professionista su strada dal 2011 al 2018.
Velocista e specialista delle corse di un giorno, vinse la Parigi-Roubaix Juniors 2008, la medaglia di bronzo in linea Under-23 ai mondiali 2011 e due prove del Challenge de Mallorca 2012.

## Palmarès

### Strada
- 2008 (Juniores)

Le Pavé de Roubaix
- 2010

Campionati britannici, Gara in linea Under-23
- 2011 (An Post-Sean Kelly Team, due vittorie)

7ª tappa Tour de Bretagne (Hémonstoir > Loudéac)
Memorial Philippe Van Coningsloo
- 2012 (Omega Pharma-Quickstep, due vittorie)

Trofeo Palma de Mallorca
Trofeo Migjorn

#### Altri successi
- 2012 (Omega Pharma-Quickstep)

2ª tappa, 2ª semitappa Tour de l'Ain (Saint-Vulbas > Saint-Vulbas, cronosquadre)
- 2013 (Omega Pharma-Quickstep)

Gullegem Koerse

### Pista
- 2004 (Juniores)

Campionati britannici, 500 m a cronometro Juniores
- 2006 (Juniores)

Campionati britannici, 500 m a cronometro Juniores
Campionati britannici, Inseguimento individuale Juniores
Campionati britannici, Corsa a punti Juniores

## Piazzamenti

### Grandi Giri
- Vuelta a España

2013: squalificato (10ª tappa)

### Classiche monumento
- Milano-Sanremo

2015: ritirato
- Parigi-Roubaix

2015: 105º
2016: ritirato

### Competizioni mondiali
- Campionati del mondo su strada

Mendrisio 2009 - Cronometro Under-23: 45º
Melbourne-Geelong 2010 - In linea Under-23: ritirato
Copenaghen 2011 - In linea Under-23: 3º
Richmond 2015 - In linea Elite: ritirato